# ツバキ島
ツバキ島（ツバキじま）は、日本の人造湖・池原貯水池（奈良県吉野郡下北山村）にある無人島。

## 概要
1964年の池原ダム完成に伴い造成された池原貯水池（通称・池原湖）の中央に位置する島。島周辺の水深は浅く、貯水量が少ない時は対岸の平成岬と陸続き（陸繋島）の状態になることもある。